# Xã Jackson, Quận Huntington, Indiana
Xã Jackson (tiếng Anh: Jackson Township) là một xã thuộc quận Huntington, tiểu bang Indiana, Hoa Kỳ. Năm 2010, dân số của xã này là 4.043 người.